# Lendou-en-Quercy

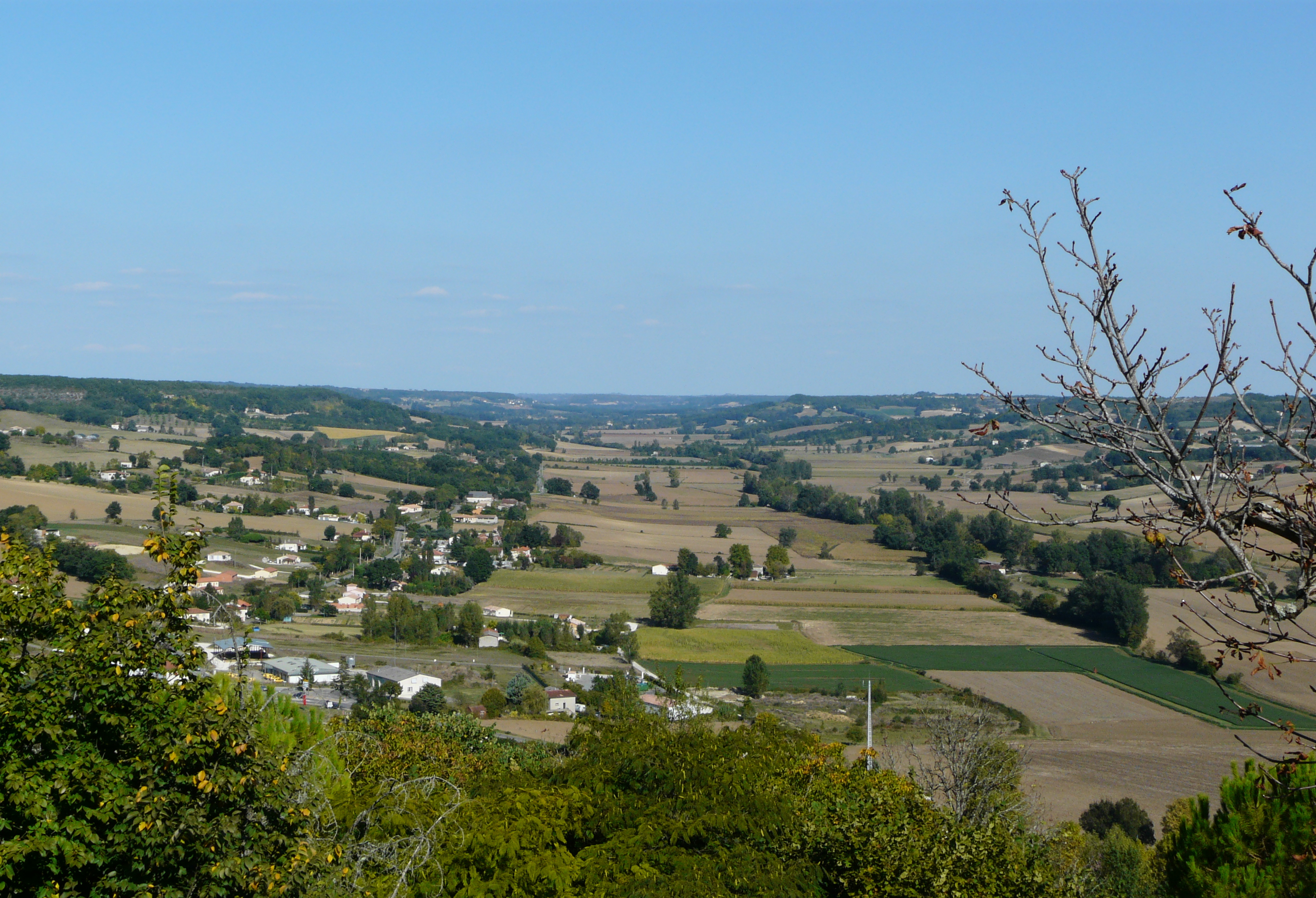
Vallée du Lendou

Lendou-en-Quercy ist eine französische Gemeinde mit 620 Einwohnern (Stand: 1. Januar 2022) im Département Lot in der Region Okzitanien. Sie ist dem Arrondissement Cahors und dem Kanton Luzech zugehörig.

## Geographie
Lendou-en-Quercy liegt etwa 30 Kilometer nördlich von Montauban am Lendou. Umgeben wird Lendou-en-Quercy von den Nachbargemeinden Montcuq-en-Quercy-Blanc im Norden und Nordwesten, Barguelonne-en-Quercy im Norden und Nordosten, Cézac im Osten und Nordosten, Castelnau Montratier-Sainte Alauzie im Osten, Sauveterre im Süden, Tréjouls im Süden und Südwesten sowie Montlauzun im Westen.

## Geschichte
Lendou-en-Quercy entstand als Commune nouvelle im Zuge einer Gebietsreform zum 1. Januar 2018 durch die Fusion von drei ehemaligen Gemeinden, die nun Ortsteile von Lendou-en-Quercy (Communes déléguées) darstellen. Die Gemeinden Lascabanes, Saint-Cyprien Saint-Laurent-Lolmie wurden dabei zusammengelegt. In Saint-Cyprien befindet sich der Verwaltungssitz. Lascabanes ist Etappenort der Via Podiensis, einer Variante des Jakobswegs.

## Gliederung
| Ortsteil                        | ehemaliger INSEE-Code | Fläche (km²) | Einwohnerzahl (2022) |
| ------------------------------- | --------------------- | ------------ | -------------------- |
| Lascabanes                      | 46158                 | 16,58        | 205                  |
| Saint-Cyprien (Verwaltungssitz) | 46262                 | 15,07        | 241                  |
| Saint-Laurent-Lolmie            | 46274                 | 10,81        | 174                  |

## Sehenswürdigkeiten

### Lascabanes
- Kirche Saint-André aus dem 15. Jahrhundert

### Saint-Cyprien
- Kirche
- Burg Marcillac aus dem 12./13. Jahrhundert, Monument historique seit 1977

### Saint-Laurent-Lolmie
- Kirche von 1863
- Schloss Lolmie

## Persönlichkeiten
- Étienne de Villaret (1854–1931), Divisionsgeneral der Infanterie